# 德沃普拉耶格

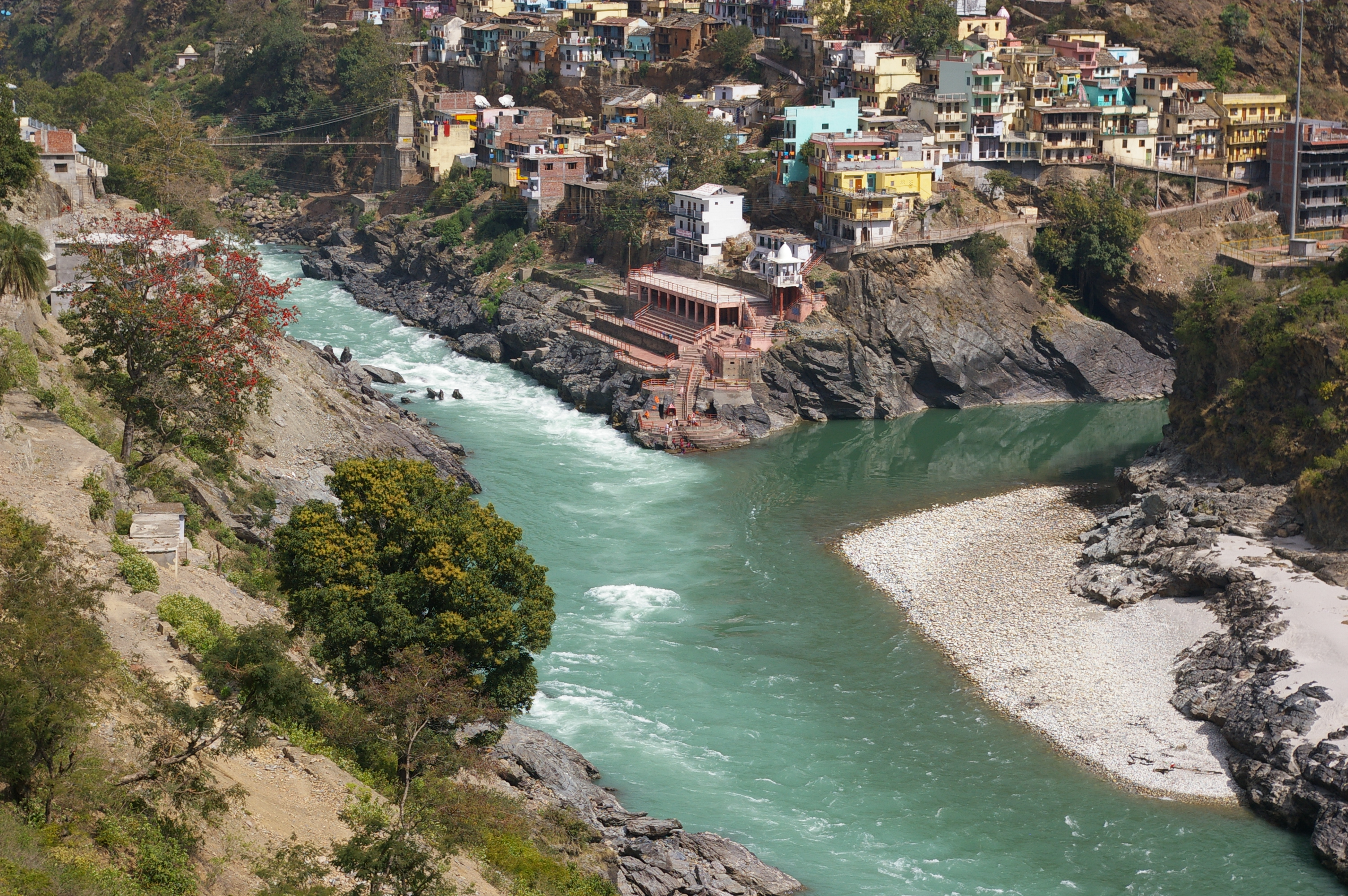
帕吉勒提河（左）與阿勒格嫩达河（右）匯流處

德沃普拉耶格（Deva Prayāga），意译為天神滙流處，是印度北阿坎德邦特赫里加瓦尔县的一个城镇，总人口2144（2001年）。帕吉勒提河（the Bhagirathi R.）和阿勒格嫩达河（Alaknanda）在该地汇合，始称恒河。

## 人口
该地2001年总人口2144人，其中男性1109人，女性1035人；0—6岁人口275人，其中男139人，女136人；识字率76.87%，其中男性为81.61%，女性为71.79%。